# KFNB Ib
A KFNB Ib sorozat egy gyorsvonati szerkocsisgőzmozdony-sorozat volt az osztrák Ferdinánd császár Északi vasút (németül: Kaiser-Ferdinands-Nordbahn], KFNB)-nál.
Bethel Henry Strousberg Hannoverből 1871-ben szállított négy db két gőzhengeres telített gőzű, 1A1 tengelyelrendezésű mozdonyt a KFNB-nek. A mozdonyoknak a kor szokásának megfelelően neveket adtak: ANTILOPE II, ORCAN II, GAZELLE II és FULTON II, 1869-től a IVa osztályba, majd 1881-től az Ib osztályba sorolták őket.
1873-ban a Floridsdorfi Mozdonygyár is szállított négy 1A1 tengelyelrendezésű két gőzhengeres telített gőzzel üzemelő mozdonyt a KFNB-nek, ám ezek erősebbek voltak a Strousberg-féle mozdonyoknál. Ezek szintén neveket kaptak: VULKAN III, APIS II, MINOS II, és GLAUCOS II. A mozdonyokat 1869-től szintén a IVa, majd 1881-től az Ib osztályba sorolták. Valamennyi mozdony külsőkeretes, Hall forgattyús volt védházzal és oldalablakokkal.
Az 1873-as gazdasági válság után személyvonati szolgálatra használták őket, ám erre nem voltak alkalmasok, ezért a floridsdorfi mozdonyokat 1883-ban átépítették 1B tengelyelrendezésűvé és a IIb 2 osztályba sorolták át őket. A Strousberg-mozdonyok nem lettek átépítve, így 1898 és 1902 között valamennyit selejtezték.
A MINOS II a KFNB 1906-os államosítása után az osztrák császári és Királyi Osztrák Államvasutakhoz került (németül: k.k. österreichischen Staatsbahnen, kkStB) a 307 sorozatba. 1913-ban selejtezték.

## Fordítás
- Ez a szócikk részben vagy egészben  a   KFNB Ib című német Wikipédia-szócikk fordításán alapul.  Az eredeti cikk szerkesztőit annak laptörténete sorolja fel. Ez a jelzés csupán a megfogalmazás eredetét és a szerzői jogokat jelzi, nem szolgál a cikkben szereplő információk forrásmegjelöléseként.